# Liburnia pseudoseminigra
Liburnia pseudoseminigra är en insektsart som först beskrevs av Frederick Arthur Godfrey Muir och Giffard 1924.  Liburnia pseudoseminigra ingår i släktet Liburnia och familjen sporrstritar. Inga underarter finns listade i Catalogue of Life.